# غاري إلكنز (سياسي)
غاري إلكنز هو سياسي أمريكي، ولد في 15 مارس 1955 في هيوستن في الولايات المتحدة. نشط حزبياً في الحزب الجمهوري. وقد انتخب عضو مجلس نواب تكساس ‏.